# Daleks
Pour les articles homonymes, voir Dalek (homonymie).
 (octobre 2017).
Si vous disposez d'ouvrages ou d'articles de référence ou si vous connaissez des sites web de qualité traitant du thème abordé ici, merci de compléter l'article en donnant les références utiles à sa vérifiabilité et en les liant à la section « Notes et références ».
Les Daleks sont une espèce d'extraterrestres de la série télévisée britannique de science-fiction Doctor Who. Les Daleks sont des mutants de la planète Skaro, qui ne quittent jamais leurs armures (qui sont aussi des véhicules, bien qu'ils aient des vaisseaux). De l'extérieur, un Dalek ressemble à un volant de badminton retourné, couvert d'émetteurs de champ de force et doté d'armes. À l'intérieur, ce sont des sortes de pieuvres blanches pourvues d'un seul œil valide (l'autre semble atrophié) et d'un cerveau hypertrophié.
Les Daleks sont une espèce très puissante qui s'acharne à la conquête et à la domination universelle. Sans pitié, ils ne connaissent ni la compassion ni le remords (l'ensemble de leurs émotions ayant été effacé, sauf la haine). Ils sont aussi, collectivement, les plus grands adversaires du dernier Seigneur du Temps, le Docteur. Leur plus célèbre réplique tient en un mot :  « EX-TER-MI-NER ! » 
(« EX-TER-MI-NA-TE », en version originale).
Les Daleks ont été imaginés par le scénariste Terry Nation et le designer de la BBC, Raymond Cusick ; ils furent introduits dans la série en décembre 1963, durant le deuxième épisode de Doctor Who. Ils sont devenus des incontournables de la série, apparaissant dans de très nombreux épisodes. Les Daleks sont devenus des synonymes de Doctor Who, et leurs expressions et leur design font partie intégrante de la culture britannique populaire.

## Évolution des Daleks dansDoctor Who
Cette section ne reprend que les éléments apparaissant à l'écran lors des épisodes successifs.

### Première série

#### The Daleks
Les Daleks apparaissent très tôt dans la série, dès le deuxième sérial, The Dead Planet (1963/1964) qui sera renommé plus tard par la BBC The Daleks. Ils ont une ressemblance extérieure avec le vaisseau spatial Spoutnik-3. Le Docteur et ses compagnons se retrouvent sur une planète, Skaro, en apparence morte sur laquelle survivent deux races. La première est celle des Thals, d'apparence humaine et pacifique qui survit tant bien que mal dans la forêt. L'autre est celle des Daleks, ayant perdu toute humanité et réduits à une forme tentaculaire. Les Daleks vivent tous dans des armures coniques d'où ils tirent leurs pouvoirs et ne peuvent vivre que dans les villes où l'électricité statique les fait se déplacer. Au cours de l'épisode, le Docteur comprendra que les Daleks et les Thals sont issus d'une seule et même race qui s'est déchirée lors d'un combat planétaire 500 ans auparavant, et les Daleks découvrent que sans les radiations se trouvant dans l'air, ils ne peuvent survivre. Déjà belliqueux, les Daleks ne supportent pas de partager leur planète avec une autre race aussi pacifique soit-elle et après avoir tué le chef des Thals, ils menacent d'irradier totalement Skaro.
Bien que menaçants et pouvant porter un coup fatal à un être humain, les Daleks sont alors relativement faibles par rapport à ce qu'ils seront plus tard, on les voit ainsi tomber sous les coups de branches de bois, d'êtres humains les faisant tournoyer, etc. Ian Chesterton, l'un des compagnons du Docteur, réussit même à en faire sortir un de son armure en l'ouvrant en deux tel un vulgaire coffre, et Susan Foreman les rend aveugles en jetant de la boue sur leur « œil ». Finalement, les Thals réussissent à détruire les sources d'électricité de la ville, ce qui tue instantanément tous les Daleks présents.
Dans la troisième partie de l'épisode, les Daleks utilisent pour la première fois leur célèbre réplique « Exterminate » à la suite de la fuite du Docteur et de ses compagnons.
L'épisode s'inspire ouvertement de La Machine à explorer le temps d'H. G. Wells avec les Daleks dans le rôle des Morlocks et les Thals dans le rôle des paisibles Eloïs.

#### The Dalek Invasion of Earth
Devant le succès de l'épisode dans la culture populaire, il est demandé au scénariste Terry Nation de refaire un épisode mettant en scène les Daleks. Cet épisode est le deuxième épisode de la saison 2. Le Docteur et ses compagnons se retrouvent à Londres dans les années 2164, sur une planète Terre envahie depuis quelques années par les Daleks. Ceux-ci ont envoyé via des météorites une peste qui a détruit une grande partie de la population et leur a permis de débarquer sans rencontrer trop de résistance six mois plus tard. Le Docteur estime dans cet épisode qu'ils se trouvent dans un passé avant que les Daleks ne soient totalement exterminés sur Skaro. Les Daleks utilisent les humains afin qu'ils puissent forer le centre de la Terre, le but étant de s'emparer de la planète afin d'en faire un vaisseau. Mais finalement, les Daleks commandant sur Terre sont tués lors d'une grande rébellion ainsi que dans l'explosion d'une sonde destinée à forer le centre de la Terre.
Dans cet épisode, les Daleks y sont bien plus redoutables, notamment par le fait que seule une poignée semble avoir été dépêchée sur Terre : la plupart de leur soldats sont en fait les « robomen », des hommes dont on a lavé le cerveau pour penser comme une machine. Les robomen sont assez proches d'une version brouillonne des Cybermen, l'armure de fer en moins, et tout comme les Cybermen, les robomen ne peuvent plus redevenir humains une fois leur esprit lavé. On y voit aussi des Slythers, une créature extra-terrestre qui sert de chien de garde aux Daleks.
En outre, les Daleks ont acquis la faculté de se mouvoir sur des routes ainsi que sous l'eau et de ne plus être dépendants de l'électricité statique ou de la radiation pour pouvoir vivre, grâce à un disque contenant de l'électricité, à l'arrière de leur carapace. Si les Daleks ne semblaient pas avoir de chef, dans cet épisode-ci, ils semblent répondre à un chef nommé le Dalek Noir, qui lui-même semble recevoir des ordres du « contrôleur suprême ».
Terry Nation ne voulait pas répéter le même script que celui de « The Dead Planet » et s'inspire de la Seconde Guerre mondiale. Les Daleks peuvent y être vus comme des avatars du nazisme, les mineurs y sont les déportés, les robomens y sont les collabos (auxquels s'ajoute une famille vivant dans les bois dénonçant des réfugiés aux Daleks contre de la nourriture) et les rebelles y sont les résistants. Terry Nation dit lui-même que l'invasion de la Terre par les Daleks devrait avoir eu lieu en 2142 (date d'anniversaire du Blitzkrieg.) L'épisode, même s'il a reçu un accueil favorable auprès du jeune public, est très noir et ne montre pas l'humanité sous son meilleur jour.
Diffusées entre le 21 novembre et le 26 décembre 1964, les six parties de l'épisode firent entre 11,4 et 11,9 millions de téléspectateurs avec des pics à 12,4 millions lors de la diffusion de « The Daleks » et de la partie finale « Flashpoint » le lendemain de Noël ce qui plaça Doctor Who dans le top 10 des programmes les plus regardés de la semaine. Les Daleks sont devenus un phénomène de mode et la diffusion du serial lors des vacances de Noël fit exploser les ventes de produits dérivés à l'image des Daleks (et dans une moindre mesure, de Doctor Who).

#### The Chase
Devenus des icônes, les Daleks reviennent une deuxième fois dans la seconde saison de Doctor Who. Ayant une machine à voyager dans l'espace-temps assez semblable au TARDIS, ils poursuivent le Docteur et ses compagnons. Pour la première fois, les Daleks considèrent le Docteur comme leur plus grand ennemi, expliquant qu'il est à l'origine de l'échec de la colonisation de la Terre. Ces Daleks seront détruits lors d'une guerre entre eux et des robots du nom de Méchanoides et la machine sera utilisée par Ian Chesterton et Barbara Wright pour rentrer sur Terre avant qu'ils ne la fassent s'auto-détruire.
Les Daleks ont légèrement évolué, et à la place du disque d'électricité, ils ont des panneaux solaires , dispositif qui restera sur eux lors des prochains épisodes. Ils obéissent cette fois-ci à un Dalek Noir nommé le Dalek Suprême. Il s'agit d'un des rares épisodes où les Daleks sont utilisés parfois de manière comique : l'un d'entre eux tousse dans le sable et l'on trouve un Dalek qui a des problèmes de calcul mental.

#### Mission to the Unknown
Cet épisode, unique en son genre, où ni le Docteur, ni aucun de ses compagnons n'apparaissent, est un prologue à l'épisode « The Daleks' Master Plan » qui met en scène une nouvelle fois le Dalek Suprême. On y apprend que sur Skaro, les Daleks font pousser des plantes du nom de plantes Varga, des plantes qui se déplacent toutes seules et dont les épines empoisonnées donnent une irrésistible envie de meurtre à celui qui les a touchées.

#### The Daleks' Master Plan
Dans cet épisode, les Daleks tentent de devenir les maîtres de l'univers en s'associant avec de nombreuses autres races extraterrestres, leur but étant de créer un appareil nommé le destructeur temporel. On apprend que les Daleks sont l'une des rares races extraterrestres à maîtriser le voyage dans le temps, et pour la première fois, les Daleks sont équipés de lance-flammes (une idée rejetée lors de la production de Dr. Who et les Daleks).
Le gardien du système solaire, Mavic Chen, tentera de prendre le pouvoir sur les Daleks en s'associant avec eux, ce qui l'amènera à être liquidé sur ordre du Dalek Suprême. La planète que les Daleks utilisent comme base n'est pas Skaro mais Kembel. À la fin de l'épisode, Kembel est ravagée par le destructeur temporel et les Daleks présents sur celle-ci se retrouvent rabougris.
Pour la deuxième fois de la série, la fin de l'épisode signale l'extermination complète des Daleks, une idée du producteur John Wiles qui n'aimait pas vraiment les Daleks et voulait faire table rase de ces aliens coûteux.
C'est également la quatrième rencontre du premier Docteur avec les Daleks ce qui constitue le record de l'ancienne série.

#### The Power of the Daleks
Alors qu'on les pensait anéantis, une capsule de sauvetage Dalek s'échoue sur la planète Vulcain, et un scientifique du nom de Lesterson tente de les réactiver. Le Docteur, fraîchement régénéré sous sa deuxième forme, se fait passer pour un examinateur venu enquêter sur la colonie et est témoin de leur retour. Malgré ses alertes, Lesterson est persuadé que les Daleks sont des robots pacifiques, et ceux-ci se présentent comme étant des serviteurs des humains. Trop tard, Lesterson s'aperçoit que la capsule Dalek qu'il pensait occupée par trois de ceux-ci est en réalité « plus grande à l'intérieur qu'à l'extérieur », et que grâce au pouvoir électrique de la colonie, les Daleks sont en train de se reproduire et de créer une armée. Les Daleks profitent alors d'une guerre civile dans la colonie pour prendre le pouvoir en exterminant la moitié des colons. Le Docteur parvient à saboter l'électricité statique des Daleks et à faire une surcharge de pouvoir qui les fait exploser.
C'est la première fois qu'on voit les Daleks entièrement hors de leur armure : des créatures visqueuses proches du mollusque. Dans « The Dead Planet » le Docteur et Ian Chesterton voient leur forme, mais celle-ci n'est pas visible à l'écran, seule une petite patte griffue était montrée. À noter que bien que le Docteur sorte d'une nouvelle régénération, les Daleks le reconnaissent.

#### The Evil of the Daleks
Dans cet épisode, les Daleks manipulent deux hommes du XIXe siècle, Edward Waterfield et Maxtible, afin qu'ils enlèvent le TARDIS, le Docteur et Jamie dans le XXe siècle et forcent le Docteur à travailler pour eux. Le but avoué des Daleks est de faire des tests sur les humains afin d'isoler le « facteur humain » qui permettrait de déterminer pourquoi les humains les ont vaincus par le passé. Le Docteur réussit à créer des Daleks « humanisés » qui sont joueurs et amicaux, mais le but avoué de l'Empereur Dalek est en réalité d'isoler le « facteur Dalek ». Il compte utiliser le TARDIS afin d'implanter ce facteur dans l'Histoire de l'humanité afin de les rendre obéissants. S'ensuit une rébellion des Daleks humanisés qui se termine par la chute de l'Empereur Dalek et la fin de leur règne.
Le leader des Daleks devient le nouvel Empereur Dalek et c'est la seconde fois que le Docteur se retrouve sur Skaro, dans une époque inconnue par rapport aux événements de The Dead Planet. Terry Nation avait l'intention de créer un spin-off sur les Daleks, ce qui nécessitait de les faire partir de la série. C'est la troisième fois qu'un épisode se termine par la disparition complète des Daleks et ceux-ci mettront 5 saisons avant de réapparaître.

#### Day of the Daleks
Sans qu'une indication soit donnée sur leur provenance, les Daleks réapparaissent dans cet épisode.
Alors qu'une conférence internationale de paix s'organise, le troisième Docteur rencontre des voyageurs temporels. Ils viennent d'un futur où la Terre a été de nouveau envahie, avec succès, par les Daleks, et sont venus pour empêcher que cela ne se produise. Ils réussiront non sans avoir affronté les Ogrons, créatures des Daleks, et les mutants eux-mêmes. La ligne temporelle est effacée : le futur est sauvé.
Cet épisode voit pour la première fois de la série des Daleks en couleurs. Contrairement aux Daleks des films, ceux-ci n'adoptent que deux teintes de couleurs, un gris argenté et du doré accompagné de noir. Ces couleurs resteront celles des Daleks durant les épisodes en couleurs. Les Daleks utilisent encore une fois leur technologie de voyage temporel, et se servent cette fois-ci des Ogrons comme hommes de main, les humains collaborateurs occupant des postes plus élevés sans être « robotisés ».

#### Frontier in Space
À la fin de cet épisode où le Maître tente de réveiller une guerre froide, il est révélé que celui-ci travaillait en réalité de concert avec les Daleks. À la fin de l'épisode, le Docteur part sur la planète Spiridon, permettant le lien avec l'épisode « Planet of the Daleks ».

#### Planet of the Daleks
Le Troisième Docteur se retrouve sur Spiridon, une colonie Dalek où il retrouve des Thals, venus de bien après The Dead Planet. Les Daleks ont caché là une armée entière, que le Docteur emprisonne dans la glace avant de partir. Ils tentent aussi de voler la technologie des habitants de Spiridon permettant de se rendre invisible, mais cette technique provoque la désactivation des Daleks qui s'y essayent.
Les Daleks ont pour chef le Dalek Suprême, un Dalek de couleur or et il est suggéré qu'il en existe plusieurs. Arrivé sur les lieux au moment où le Docteur emprisonne l'armée, il envisage de les faire revenir.

#### Death to the Daleks
Sur la planète Exxilon, les Daleks et les Humains se battent pour le parrinium, seul remède à une peste galactique. Mais la planète est défendue par de sauvages autochtones et par une magnifique Cité intelligente et autonome. Avec l'aide du Troisième Docteur, qui est obligé de détruire la Cité, les Humains bernent puis détruisent les Daleks venus sur Exxilon.
Les Daleks présentés dans cet épisode ont une sorte de bande noire qui ne sera présente que lors de cet épisode. On apprend qu'ils peuvent eux aussi souffrir de maladie. Dans cet épisode, leur rayon d'énergie ne fonctionne pas et les Daleks sont obligés de créer eux-mêmes des armes à feu.

#### Genesis of the Daleks
Le quatrième Docteur est envoyé par les Seigneurs du Temps en mission sur Skaro à l'époque de la création des Daleks pour empêcher qu'elle ne se produise. La planète est en proie à une guerre civile entre les Thals et les Kaleds, réfugiés dans des dômes entre lesquels se trouve une zone radioactive. Davros, scientifique Kaled empreint d'idées xénophobes et eugénistes, crée des mutants de sa propre espèce qu'il enferme dans une armure : ce sont les Daleks. Le Docteur assiste à leur présentation en tant que « stade suprême de l'évolution » et tente de convaincre les autorités Kaleds du danger qu'ils représentent. Mais il est capturé par Davros qui l'oblige à raconter toutes les défaites futures des Daleks, afin de les éviter. Il s'échappe et réussit finalement à placer une bombe dans la chambre contenant tous les mutants Daleks, mais au dernier moment le Docteur refuse le génocide. Il retrouve et détruit l'enregistrement qu'a fait Davros de ses récits mais ne peut empêcher la destruction du dôme Kaled par les Thals. La production automatique de Daleks est lancée, le Docteur et ses compagnons partent impuissants. Alors que Davros donne des ordres aux Daleks ceux-ci ne le reconnaissent pas comme légitime et il est apparemment tué...
Terry Nation avait déjà écrit deux récits des origines des Daleks, mais celui-ci reste le seul qui soit canonique. On y voit que le terme « exterminate » est l'un des premiers ordres donnés aux Daleks et que ceux-ci ont été modifiés de façon à ne jamais concevoir aucun sentiment autre que la rage ou la supériorité et à n'avoir pour but que l'extension de leur propre race.

#### Destiny of the Daleks
Il faut de nouveau attendre 5 saisons avant la réapparition des Daleks. Le quatrième Docteur et Romana reviennent sur Skaro, des millénaires après les événements du précédent épisode. Les Daleks sont en guerre contre les Movellans. Depuis deux ans, les Movellans se sont aperçus que les Daleks se servaient d'esclaves humains afin de creuser le sol de la planète pour retrouver Davros. Celui-ci reprend vie peu de temps après que le Docteur le retrouve. Finalement, les humains se révoltent contre les Movellans, tandis que le Docteur détruit le vaisseau Dalek. Davros est capturé et laissé aux Humains qui l’emmènent sur Terre pour le juger.
Les armes des Daleks ont été légèrement changées. On apprend qu'en l'absence de Davros, les Daleks sont dirigés par le Dalek suprême. Bien que l'épisode se déroule sur Skaro, aucune mention des Thals n'est faite.
Quelques Daleks feront leur apparition dans l'épisode « The Five Doctors. »

#### Resurrection of the Daleks
De nouveau, il faudra attendre 5 ans avant que les Daleks ne réapparaissent dans la série, mis à part un petit rôle dans « The Five Doctors. » En effet, Terry Nation est parti travailler à Hollywood et se montre réticent quant à l'idée qu'un autre scénariste prenne le relais. Finalement, c'est une convention Doctor Who en juillet 1982 à Chicago dans laquelle les Daleks sont acclamés et l'intervention du producteur John Nathan-Turner qui le poussera à accepter à ce qu'un nouvel épisode, écrit par Eric Saward, voit le jour.
Davros est en stase et prisonnier dans une prison spatiale depuis 90 ans. Les Daleks, aidés du mercenaire Lytton et d'humains clonés, attaquent pour le libérer, et mettent pour cela en place un couloir temporel comme échappatoire d'urgence entre leur vaisseau et les docks du Londres des années 1980. C'est là que se matérialise le TARDIS du cinquième Docteur. Après avoir découvert le couloir temporel, il arrive dans le vaisseau où les Daleks le capturent. Il découvre qu'ils ont perdu la guerre contre les Movellans à cause d'un virus que ces derniers ont développé, et c'est pour trouver un remède qu'ils ont besoin de Davros. Ils projettent de plus de cloner le Docteur pour s'en servir comme d'un piège contre le Haut Conseil des Seigneurs du Temps sur Gallifrey. Davros se rend compte que ce sont seulement ses connaissances qui intéressent les Daleks, mais qu'ils ne lui sont plus fidèles. Il reconfigure un certain nombre d'entre eux, ainsi que des clones, pour les mettre sous ses ordres. Le Docteur se libère pour assister à une bataille sur Terre entre humains, Daleks fidèles à Davros et Daleks indépendants. Il y met fin grâce au virus Movellan. Davros s'échappe finalement de la prison grâce à une capsule de secours, peu avant que cette dernière et le vaisseau Dalek qui y est arrimé ne soient détruits par le sacrifice de Stien, un clone révolté.
Les Daleks ont développé une technologie de clonage des humains, qui s'avère finalement imparfaite et cause leur perte. Aucune information ne sera par la suite donnée sur la manière dont les Daleks ont finalement vaincu le virus, ou comment Davros y a survécu. De plus, l'affirmation expliquant qu'ils étaient devenus totalement des machines dans le précédent épisode semble être révoqué par cette histoire de virus. Cet épisode marque le début de la guerre civile Dalek, qui durera jusqu'à la fin de l'ancienne série et montre certaines racines de "Guerre du temps" entre les Seigneurs du Temps et les Daleks.

#### Revelation of the Daleks
La planète Necros abrite le Repos Tranquille, un bâtiment où sont conservés en stase des personnes souffrant de maladies pour l'instant incurables. Mais en réalité, Davros se sert de ces personnes comme cobayes pour ses expériences génétiques visant à recréer une nouvelle race de Daleks appelés Daleks Impériaux (blanc et dorés). Le sixième Docteur se retrouve prisonnier des Daleks de Davros. À la fin de l'épisode, les Daleks fidèles au Dalek Suprême (de couleur grise), arrivent de Skaro et capturent Davros en vue d'un procès. Les Daleks Impériaux restant sont détruits.
Au cours de cet épisode on voit pour la première fois un Dalek de verre qui apparaissait dans le script original de l'épisode The Daleks de 1963 mais avait été retiré à cause de son coût estimé trop cher. Il était toutefois mentionné dans les adaptations en roman. On s'aperçoit que si Davros reconnaît le Docteur malgré son changement de corps, les Daleks du Dalek Suprême n'y arrivent pas. Certains Daleks sont censés légèrement léviter du sol, même si on ne les voit pas encore.
Davros fait semblant durant l'épisode de n'être plus réduit qu'à une tête. Il s'agit d'une copie destinée à prévenir tout attentat. On le voit pouvant faire sortir de l'électricité depuis sa main. À la fin de l'épisode, celui-ci perd sa main gauche, emportée par le tir d'un tueur à gage, Orcini, payé pour l'assassiner.

#### Remembrance of the Daleks

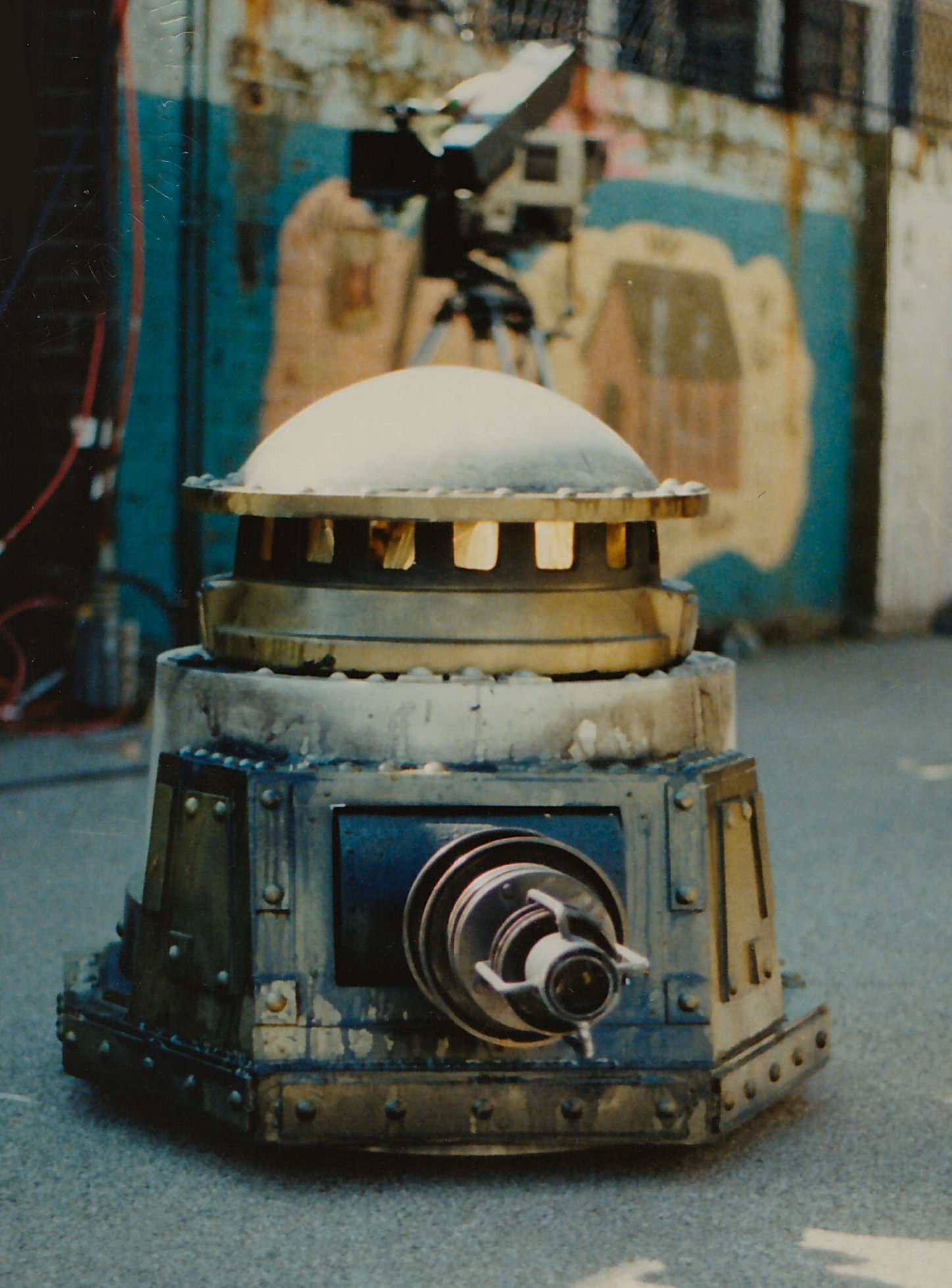
Le Special Weapons Dalek.

Le septième Docteur et Ace arrivent à Londres en 1963, peu après les événements de « An Unearthly Child » et découvre une invasion imminente de Daleks commandés par le Dalek Suprême. Selon le Docteur, ceux-ci l'ont suivi pour s'emparer de la Main d'Oméga, un manipulateur stellaire surpuissant qu'il a caché là lors de sa première visite. Après enquête, il découvre au collège de Coal Hill un relais de téléportation appartenant aux Daleks Impériaux, dont le vaisseau-mère est en orbite. Le Docteur et l'armée affrontent deux factions Daleks qui semblent se détester : les Daleks gris dirigés par le Suprême Daleks et les Daleks blancs dirigés par l'Empereur Dalek. La Main d'Omega finit par être emmenée dans le vaisseau-mère, dont l'Empereur s'avère être Davros. Pour montrer sa victoire, il utilise la Main sur le soleil de Skaro. Le Docteur a piégé la Main et celle-ci va transformer le soleil de Skaro en supernova, détruisant la planète dans la foulée. Davros s'enfuit avant la destruction de son vaisseau. Le Dalek Suprême meurt en apprenant la destruction de sa planète. 
L'épisode est une tentative du scénariste Ben Aaronovitch de faire un hommage à l'univers Daleks et en inclut de nombreux. Davros apparaît dans cet épisode comme Empereur des Daleks. Il semble qu'il ait réussi à recréer de très nombreux Daleks Impériaux, bien qu'aucune explication ne soit donnée sur la manière dont il a échappé aux Daleks qui l'ont emprisonné dans l'épisode précédent ou comment il a reconstruit son camp.
Cet épisode contient également la première apparition claire d'un Dalek volant pour passer un escalier. On voit aussi le « Special Weapons Dalek », un Dalek dont toute l'armure n'est qu'une arme à feu, et les Daleks continuent de pouvoir manipuler des êtres humains, c'est le cas avec le proviseur de Coal Hill ainsi qu'une petite fille qui semble avoir hérité de la possibilité de tirer des éclairs de ses mains.

#### AprèsRemembrance
Remembrance of the Daleks marque la fin de la guerre civile des Daleks, avec la destruction des Daleks Impériaux. Les informations données dans la nouvelle série semblent indiquer que par la suite, les Daleks gris restants se soient réorganisés autour d'un Empereur Dalek, avec comme but la Guerre contre les Seigneurs du Temps. Quant à Davros, il est censé avoir été tué dans l'apocalypse de cette Guerre.

### Retour dans la nouvelle série

#### L'après Guerre du Temps
Ennemis de longue date du Docteur, les Daleks réapparaissent dans l'épisode Dalek (2005). On apprend à cette occasion que les Daleks sont censés avoir tous disparu lors de la Guerre du Temps qui les opposa aux Seigneurs du Temps. Un seul d'entre eux aurait survécu, et celui-ci, en se suicidant, pense mettre fin à l'existence de son espèce.
Toutefois, l'épisode final de la saison 1 À la croisée des chemins révèle que ce Dalek n'était pas le seul survivant de sa race. Le vaisseau de l'Empereur des Daleks a également survécu. Il a commencé à se reconstruire en infiltrant la Terre et utilisant du matériel génétique humain pour créer une nouvelle race de Dalek. Cet Empereur s'est vu comme un dieu et a construit une société de Daleks lui vouant un culte. Les Daleks sont devenus aussi fous que leur empereur à cause de l'origine impure du matériel génétique les constituant. Les Daleks manipulent les humains de l'année 200 000 par des émissions de télé-réalité du XXIe siècle en version plus dangereuse émises par satellite 5, les empêchant d'avancer sur de nombreux plans notamment au niveau scientifique. Le Docteur découvre leur présence et leur plan d'envahir la Terre avec plus de deux cents vaisseaux. Rose regarde dans le cœur du TARDIS et obtient ainsi des pouvoirs quasi-divins. Elle réduit les Daleks et leur flotte en simples atomes.

#### Le Culte de Skaro et le retour de Davros

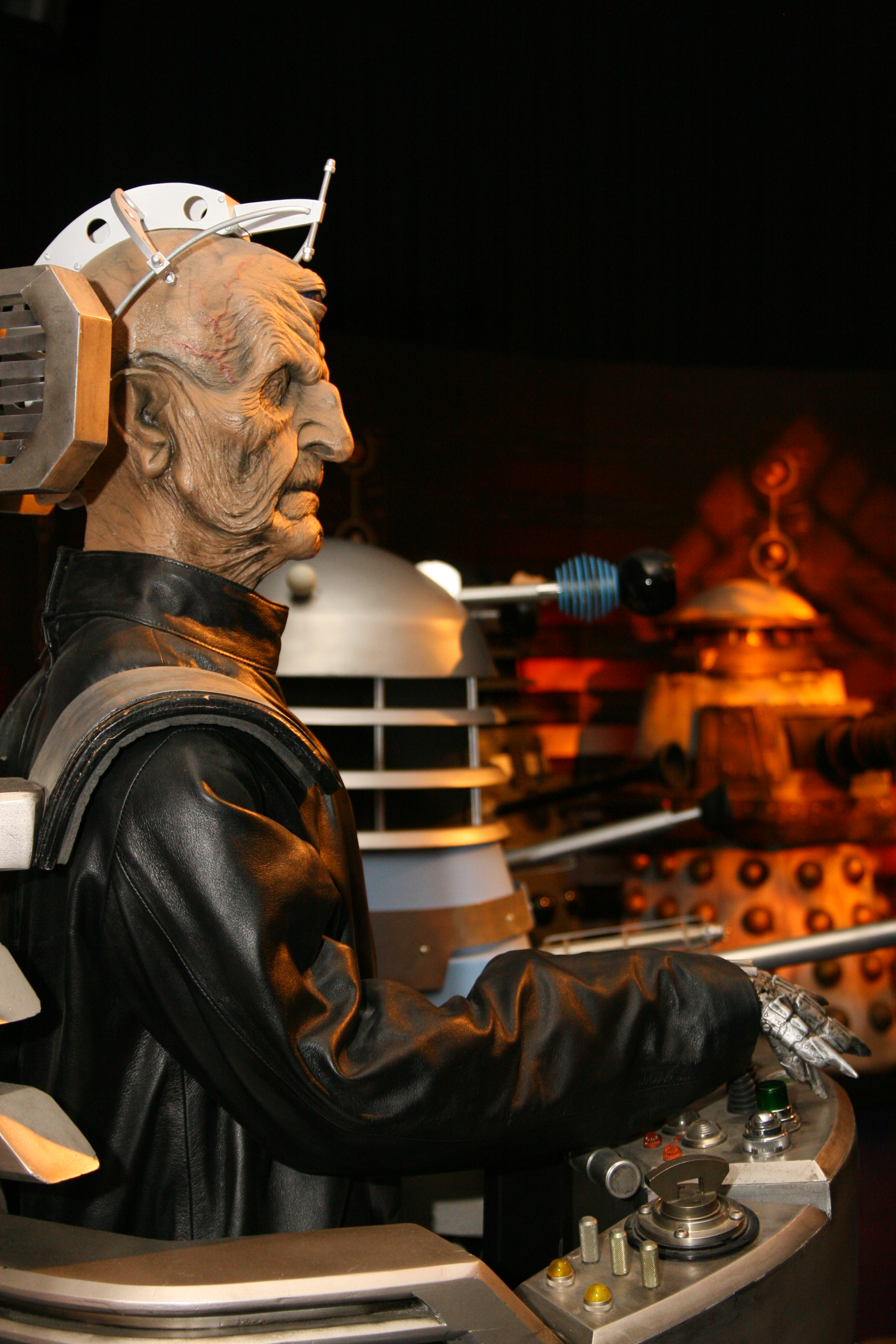
Davros entouré de Daleks, figures issues de la saison 4 de la nouvelle série.

Dans les derniers épisodes de la saison 2, L'armée des ombres et Adieu Rose, les Daleks refont une apparition, sous la forme du Culte de Skaro, un conseil secret constitué de 4 Daleks s'étant attribué des noms : Dalek Sec, Dalek Caan, Dalek Thay et Dalek Jast. Le culte de Skaro a pour rôle de trouver des moyens de survivre et de nouveaux moyens d'exterminer leurs ennemis. Ils se sont échappés à la fin de la dernière Guerre du Temps dans un vaisseau issu du Voïd (un vide entre les dimensions) emportant également une prison des Seigneurs du temps nommée l'arche de Genesis et contenant des millions de Daleks. Le Docteur renvoie tous les Daleks dans le Voïd tandis que le culte de Skaro réussit à s'échapper dans le temps, après une brève échauffourée avec les Cybermen, qui constitue le seul combat à l'écran entre ces deux espèces.
Dans L'expérience finale et DGM : Dalek génétiquement modifié, le Culte de Skaro se trouve au début des années 1930 à New York. Ils échouent à redémarrer leur espèce par clonage. Dalek Sec décide, notant que leur race est en voie d'extinction, de faire l'ultime sacrifice en absorbant un humain pour créer une espèce hybride moitié humaine et moitié Dalek. Dalek Sec et le Docteur s'allient pour créer en grand nombre cette nouvelle espèce pacifique. Les autres Daleks le considèrent comme impur car s'étant mélangé avec un humain et l'exterminent. Les Daleks et l'espèce hybride s'entre-tuent. Il ne reste plus qu'un seul Dalek, Dalek Caan, dans tout l'univers, en fuite.
Dans le double épisode final de la saison 4 La Terre Volée, le Docteur apprend que Dalek Caan est parvenu à retourner à la fin de la Guerre du Temps, et en a ramené Davros. Celui-ci a créé de nouveaux Daleks, à partir de cellules de son propre corps. À la fin de l'épisode suivant, La Fin du Voyage, le Docteur semble exterminer tous les Daleks, ainsi que Davros, même si cela n'est pas confirmé.

#### Le Nouveau Paradigme Dalek
Les Daleks font leur réapparition dans l'épisode 3 de la saison 5 de Doctor Who La Victoire des Daleks, où quelques Daleks survivants poussent le Docteur à activer malgré lui une capsule contenant de l'ADN original de leur race afin de recréer des Daleks purs. Les nouveaux Daleks se nomment eux-mêmes "Nouveau Paradigme" et se présentent en cinq différentes couleurs, chacune signifiant leur rôle dans l'organigramme des Daleks : rouge, le drone ; bleu, le stratège ; orange, le scientifique ; jaune, l'éternel et blanc le suprême. Les nouveaux Daleks réussissent à s'échapper.
Par la suite, les Daleks n'ont plus qu'un rôle de figuration et leur apparition ne se fait que sous forme de rappels ou de clins d'œils. Ils sont présents ainsi que de nombreuses races de l'univers afin d'enfermer le Docteur dans La Pandorica s'ouvre, première partie et deuxième partie. On en retrouve un aussi dans Le Mariage de River Song.
Les Daleks font leur retour dans l'épisode 1 de la saison 7 L’Asile des Daleks, où Le Docteur est capturé et se retrouve dans le Parlement des Daleks, avec Amy et Rory. Ils retrouvent des Daleks de La Victoire des Daleks notamment. Le Dalek Suprême leur demande de l'aide car des événements surviennent dans l'Asile des Daleks, une planète où les Daleks défectueux sont laissés à l'abandon.
À la fin de l'épisode, Oswin Oswald a réussi à pirater le système des Daleks qui ne se souviennent alors plus du Docteur.
On les revoit dans L'Heure du Docteur, où au début de l'épisode le Docteur tient un œil de Dalek, le présentant comme une « preuve de courage » aux résidents du vaisseau à qui il demande de s'identifier, avant de s'apercevoir qu'il est entouré de Daleks. Il leur échappe, mais reste ensuite sur Trenzalore dans la ville de Noël (Christmas en anglais) qu'il protégera pendant plusieurs centaines d'années, la ville étant assiégée par tous ses ennemis. Il repoussera ou vaincra tous ses ennemis sauf les Daleks. Ceux-ci se souviendront du Docteur en extrayant du cadavre de Tasha Lem les informations le concernant. Alors qu'il est sur le point de mourir de vieillesse, et dépourvu de régénérations, le Docteur détruit tous les vaisseaux Daleks présents grâce à l'énergie régénératrice que lui offrent les Seigneurs du Temps pour qu'il dispose d'un nouveau cycle de régénérations.
Dans l'épisode Dans le ventre du Dalek (saison 8), Clara et le Docteur découvrent un gentil Dalek et grâce à un appareil de miniaturisation, entrent dans son corps pour découvrir la source de leur haine et comment ce Dalek a pu passer outre sa volonté de destruction.
Le double épisode introduisant la saison 9 (Le Magicien et son disciple et La Sorcière et son pantin) met en scène Davros, qui attire le Docteur sur Skaro, la planète natale des Daleks. On voit dans cet épisode de nombreux modèles de Daleks y-compris de l'ancienne série, mais aucun du Nouveau Paradigme. Davros piège le Docteur pour lui voler son énergie de régénération et l'infuser dans les Daleks pour les rendre plus forts, mais son piège se retourne contre lui, le Docteur ayant prévu ses actions.
Le premier épisode de la saison 10 (Le Pilote) donne lieu à une apparition furtive des Daleks, au second plan dans l'épisode. Le Docteur attire le Pilote en embuscade sur une planète où se déroule une bataille entre les Daleks et les Movellans, afin d'exploiter la puissance de feu des Daleks pour détruire celui-ci. Il s'agit de la seule apparition à l'écran de cette guerre depuis Destiny of the Daleks.

### Liste des apparitions des Daleks dans la2desérie

#### Saison 1(2005)
Dalek
Le Grand Méchant Loup
À la croisée des chemins

#### Saison 2(2005-2006)
L'Armée des ombres
Adieu Rose

#### Saison 3(2006-2007)
L'Expérience finale
DGM : Dalek génétiquement modifié

#### Saison 4(2007-2008)
La Terre volée
La Fin du voyage

#### Épisodes Spéciaux(2008-2010)
La Conquête de Mars

#### Saison 5(2010)
La Victoire des Daleks
La Pandorica s'ouvre, première partie
La Pandorica s'ouvre, deuxième partie

#### Saison 6(2010-2011)
Le Mariage de River Song

#### Saison 7(2011-2013)
L'Asile des Daleks

#### Épisodes Spéciaux(2013)
Le Jour du Docteur
L'Heure du Docteur

#### Saison 8(2014)
Dans le ventre du Dalek

#### Saison 9(2014-2015)
Le Magicien et son disciple
La Sorcière et son pantin
Montée en enfer

#### Saison 10(2016-2017)
Friend from the Future (mini-épisode)
Le Pilote

#### Épisode Spécial(2017)
Il était deux fois

#### Épisode Spécial(2019)
Résolution

#### Épisode Spécial(2021)
La Révolution des Daleks

#### Doctor Who: Flux (Saison 13)(2021)
Il n'étais pas une fois
Les Conquérants

#### Épisode Spéciaux(2022)
Le Réveillon des Daleks
Le Pouvoir du Docteur

#### Épisode Spéciaux(2023)
Destination: Skaro (Children in Need spécial 2023)

## Les Daleks dans d'autres médias

### Les films
Le succès grandissant des Daleks dans la culture anglaise enjoindra en 1964 le réalisateur Gordon Flemyng à faire une version cinématographique en couleurs de l'épisode The Daleks avec Peter Cushing dans le rôle de Doctor Who, qui s'intitulera Dr. Who et les Daleks (Dr. Who and the Daleks) ainsi qu'une suite Les Daleks envahissent la Terre (Daleks' Invasion Earth: 2150 A.D.) en 1966. Le scénario du premier est quasiment le même que celui de The Dead Planet tandis que le scénario du second est calqué sur The Dalek Invasion of Earth. Dans les films, les Daleks utilisent une fumée toxique à la place de leur désintégrateurs habituels.

### Les comic books
Si le Docteur a eu le droit à des histoires spéciales en bande-dessinées, les Daleks ont eu aussi le droit à leurs comic books, la plupart du temps dans des publications pour enfants.
Les Daleks eurent droit aussi à Noël 1964 à une parution nommée « The Dalek Book 1965 » et mettant en scène les personnages de Jeff et Mary Stone, deux scientifiques aventuriers tentant de protéger le système solaire de l'invasion des Daleks. Il sera suivi en 1965 de « The Dalek World 1966 » et en 1966 de « Dalek Outer Space Book 1967 ». Les scénarios sont cette fois-ci de Terry Nation et David Whitaker. On y revoit des personnages de Doctor Who comme les Mechanoids ou Sara Kingdom.
Entre 1965 et 1967 furent publiées dans le magazine TV Century 21 (principalement consacré aux productions de Gerry Anderson) des histoires de Daleks publiées sur une grande page en couleurs. Si le nom de Terry Nation est crédité dans les scénarios, ceux-ci étaient principalement écrits par Alan Fennell et David Whitaker (le script-editor de la première saison de la série et scénariste de plusieurs épisodes sur les Daleks). Les dessins quant à eux sont de Richard Jennings puis de Ron Turner à partir de mars 1966. Le comic book comptera 104 épisodes et racontera la naissance des Daleks, l'évolution de leurs techniques et leurs conquêtes spatiales.
Ces bandes-dessinées furent rééditées entre 1978 et 1979 au sein de « The Daleks Annual » et les histoires dessinées par Jennings furent republiées en noir et blanc dans les numéros de « Doctor Who Weekly » en 1980 sous le nom de « The Dalek Tapes ». En 1996, Marvel UK réédite l'intégralité des planches dans un album nommé « The Daleks Chronicles ».
Les Daleks revinrent aussi dans les comic books de Docteur Who publiés toutes les semaines dans le magazine TV Comics, au gré des droits d'auteurs. Remplacés par les « Trods » au début du comics, ils peuvent enfin apparaître en janvier 1967 dans une histoire du second Docteur intitulée « The Trodos Ambush ». Après l'épisode « The Exterminator » en mai 1967 les droits sont ôtés et les Daleks sont remplacés par les Cybermen ou les Quarks. Lorsque les Daleks reviennent dans Doctor Who en 1972, ils sont aussi réintégrés dans le comic book pour une histoire en plusieurs parties s'étalant jusqu'au mois d'avril.
En 1966, une adaptation en BD du film Dr. Who et les Daleks sous les traits de Dick Giordano and Sal Trapani fut publiée et en janvier 1967 les Daleks apparaissent pour la première fois dans le comic book officiel de Doctor Who éliminant les « Trods », des créatures qui avaient été inventées intentionnellement dans le but de pallier leur absence.

### La série audioDalek Empire
Divisée en quatre histoires, cette série d'histoires audios produite par Big Finish se situe dans notre Galaxie, occupée uniquement par des humains, membres de l'Alliance terrestre.
Le Docteur n'apparaît dans aucun des épisodes, et il n'est jamais dit clairement que cet univers est le même que celui de la série TV.
La série met en scène de façon très détaillée et complexe deux invasions de la Galaxie par les Daleks à mille ans d'intervalle.

### Univers Lego
Les Daleks sont l'un des protagonistes du jeu vidéo multiplateforme Lego Dimensions (2015). Ils apparaissent tout au long du scénario principal, notamment dans le niveau consacré à Dr Who. Le boss final de ce niveau est une version modifiée de l'empereur Dalek de l'épisode à la croisée des chemins. Ils sont également l'antagoniste du Docteur dans le niveau accessoire lié au pack aventure Doctor Who, aux côtés de Davros.
Les Daleks font une apparition sans être nommés dans le film Lego Batman (2017).

## Caractéristique des Daleks

### Psychologie
Les Daleks, par leur comportement, rappellent de manière frappante les Nazis, du fait qu'ils apparaissent de manière constante comme des créatures haineuses, xénophobes et racistes. Ils sont intimement convaincus de leur supériorité sur toute autre forme de vie, et de leur devoir de devenir la seule forme de vie de l'Univers. Les Daleks n'ont absolument aucun respect pour la vie en général. Ils sont décrits comme impitoyables car dénués d'émotions. En fait, les Daleks sont à la fois conditionnés biologiquement et maintenus conditionnés par les circuits intégrés de leur armure (ce qui est illustré et expliqué dans Dans le Ventre du Dalek et la Sorcière et son pantin). La volonté de tuer tout individu non Dalek est si puissante qu'ils doivent même se concentrer pour ne pas faire feu.
Le racisme des Daleks les mène d'ailleurs à ne pas tolérer les différences ou variations en leur sein et les a menés à la guerre civile à deux reprises (The Evil of the Daleks et Remembrance of the Daleks). Cette tendance va jusqu'au suicide d'un Dalek en cours d'évolution (Dalek). Cependant, à deux reprises un Dalek a pris conscience de leur horreur de ce conditionnement et a décidé de participer activement à la destruction de l'espèce (Dalek Caan dans la Fin du voyage, et Rusty dans Dans le ventre du Dalek).
Les Daleks communiquent par phrases brèves et heurtées, qui se résument souvent à des phrases mono verbales, dont leur ordre iconique "Ex-ter-mi-nate!".
Les Daleks sont paradoxalement capables d'auto sacrifice ou de suicide sur ordre, tout en étant à l'occasion lâches et capables d'implorer qu'on les secoure ou qu'on les épargne.
Enfin, ils obéissent aveuglément aux ordres de leur supérieur, voire sont désespérés s'ils n'en reçoivent pas.

#### Relation avec le Docteur
Les Daleks et le Docteur se craignent réciproquement. Le Docteur est terrifié lorsqu'il est confronté au dernier Dalek survivant dans l'épisode Dalek, tandis que, dans d'autres épisodes, on voit les Daleks réagir avec un mouvement de recul craintif à l'apparition du Docteur, leur plus dangereux ennemi ; ils l'appellent The Uncoming Storm, « La Tempête Imminente ». Dans l'Asile des Daleks, ils décident de kidnapper le Docteur et ses amis pour forcer ce dernier à les aider pour une mission très dangereuse, car ils sont conscients de ses capacités : ils le qualifient de "Prédateur des Daleks".

#### Voyage dans le temps
Les Daleks sont l'une des rares espèces de la série à voyager dans le temps, ce qui pose de multiples problèmes de continuité et une grande difficulté à retracer leur histoire.
L'histoire regorge de divers vaisseaux voyageant dans le temps et l'espace. Il est tout à fait possible pour un Dalek de se cacher à un endroit en un temps donné, et de se retrouver dans un autre lieu, et un autre temps sans pour autant que le scénario se contredise. Leur manière de voyager n'est pas directe, car les Daleks ne maîtrisent pas le voyage dans le temps.
Certains Daleks importants sont cependant équipés d'un système temporel d'urgence, qu'ils peuvent activer pour fuir : ils changent alors de lieu et d'époque, mais sans aucun contrôle sur leur destination comme vu dans les épisodes Adieu Rose et DGM : Dalek génétiquement modifié. Néanmoins ils savent exploiter à leur avantage diverses anomalies, ou erreurs commises par les autres protagonistes. Ceci permet de justifier facilement la présence d'un Dalek dans un épisode donné, se déroulant à une époque donnée, même si un épisode antérieur du scénario, se déroulant dans une époque antérieure, affirme que la race a été exterminée.

### Structure sociale
Les Daleks communiquent entre eux par l'intermédiaire d'un Pont neuronal (Pathweb en version originale) décrit comme une "forme artificielle de télépathie, plus qu'un vrai esprit de ruche". Ils sont capables d'échanger des informations sans communiquer verbalement, et de mettre en commun leurs souvenirs (Dans le Ventre du Dalek)
À l'instar d'autres races de la série, la société des Daleks est composée d'individus tous identiques et égaux. Les Daleks n'ont pas de nom individuel ; certains se désignent par numéros, afin d'exprimer l'individu auquel ils s'adressent. Toutefois, une minorité de Daleks ont des noms qui leur sont propres : c'est le cas des Daleks du Culte de Skaro.

#### Hiérarchie
À partir de « The Dalek Invasion of Earth » (1964), il est établi que les Daleks sont dirigés par un Dalek Suprême (ou Dalek noir). Le nombre de ces commandants n'est pas précisé mais on sait qu'ils sont plusieurs et composent un Conseil Suprême (« Planet of the Daleks » 1974). La présence d'un Dalek Suprême est confirmée dans la Terre volée et Le Magicien et son disciple. Le Nouveau Paradigme apparu dans la Victoire des Daleks s'illustre par une division apparente en castes illustrée par la couleur de l'armure, avec un Dalek Suprême blanc.
Dans « The Evil of the Daleks », l'empereur Dalek fait sa première apparition. Un autre empereur apparaîtra dans « À la croisée des Chemins », 2005). Davros se fera passer pour l'Empereur Dalek dans Remembrance of the Daleks, comme leader de la faction "impériale", les "rebelles" étant quant à eux dirigés par un Dalek Suprême.
Dans « L’Asile des Daleks », le Docteur, Amy Pond et Rory Williams sont enlevés puis menés au « Parlement des Daleks » qui constitue une nouvelle forme politique de la société des Daleks (dont le Docteur avait néanmoins entendu parler, sans pour autant croire qu'elle existe réellement). L'épisode fait apparaître le Premier ministre des Daleks, assisté d'un Dalek Suprême blanc (Nouveau paradigme) ainsi qu'un nombre inconnu de représentants (plusieurs centaines). Le Parlement se situe dans un vaisseau spatial. Il est à noter que le Premier ministre Dalek n'est pas dans une armure, mais dans un bocal transparent, comme l'Empereur apparu dans  À la croisée des Chemins.
De plus, les Daleks possèdent un « asile des Daleks », une planète prison dans laquelle ils enferment les membres les plus endommagés de leur société, qu'ils ne veulent pas exterminer à cause de la « beauté » de leur haine.

#### Cas particulier du Culte de Skaro
Les membres du Culte vus dans la série sont au nombre de quatre, et sont chargés d'imaginer de nouvelles manières de tuer, de se propager, de voyager, ou de se reproduire, ce afin que l'espèce Dalek survive : ils se prénomment respectivement Sec, Jast, Thay et Caan.
Ces quatre Daleks sont découverts dans l'épisode L'armée des Ombres, et rencontrés dans les épisodes Adieu Rose (suite de L'armée des Ombres), L'Expérience finale et DGM : Dalek génétiquement modifié, ces deux derniers formant un scénario continu. À ce moment, ils sont les derniers survivants de la race Dalek connus (selon la chronologie des épisodes).
Dans L'Expérience Finale, Dalek Sec (leader proclamé des quatre) décide de créer une nouvelle race mi-humaine, mi-Dalek, ce afin de perpétuer l'existence des Daleks. Ainsi, il se combine génétiquement avec un humain, et crée une nouvelle race (qui physiquement, est de forme humanoïde, mais dont la tête est mi-humaine, mi-pieuvre, et cyclope). Dans l'épisode suivant, DGM : Dalek Génétiquement Modifié, il découvre l'humanité et ressent certaines émotions ; sous l'influence du Docteur et de sa propre part d'humanité, il décide de ne plus suivre la voie de l'extermination et émet le souhait de créer un grand nombre d'hybrides, afin de vivre en paix ailleurs. Les autres Daleks (Jast, Thay, Caan), restés fidèles aux principes régissant les Daleks (l'extermination de toute race non-Dalek, et la sauvegarde de la pureté de leur race) se rebellent et finissent par tuer Sec. Jast et Thay sont finalement tués par les hybrides (qui, selon leur plan original, devaient devenir « purement Daleks » ; cependant, le Docteur réussit à leur injecter un peu de son propre ADN, ce qui leur donna le libre-arbitre suffisant pour se rebeller contre leurs maîtres Daleks). Acculé, Caan s'enfuit dans le temps.

### Armement et bouclier
Les Daleks sont armés d'un canon laser capable de tuer en un seul tir. Dans la série originale, un effet de négatif se produisait sur la cible lors de son « extermination » ; dans la nouvelle, le squelette de la victime devient visible en surbrillance. Ils peuvent tirer en continu ou en salves. Leur bouclier est capable d'arrêter la plupart des projectiles énergétiques et physiques, seules certaines armes spécifiques ont pu franchir leurs défenses et détruire leur armure de dalekanium. Il semblerait qu'ils puissent désactiver leur bouclier. Ils peuvent également adapter leur arme à leurs ennemis comme vu dans Adieu Rose face aux Cybermen. Du fait d'un  champ de force drainant l'énergie de leur arme classique sur la planète Exxilon, ils la remplacent par une arme à feu automatique dans Death to the Daleks.
À de multiples occasions les Daleks ont montré une prédilection pour les armes bactériologiques (The Dalek Invasion of Earth,The Daleks' Master Plan, Planet of the Daleks, Death to the Daleks).
Les Daleks ont d'autres moyens d'extermination, ils peuvent aspirer (via leur bras ventouse) les informations du cerveau d'un être et ainsi développer une meilleure intellectualité après avoir détruit leur victime.
Le fait que les Daleks n'aient qu'un seul œil à leur armure a été une faiblesse dès le sérial The Dead Planet et on revoit cette infirmité dans La Pandorica s'ouvre, deuxième partie, bien que dans l'épisode La Terre volée, ils montrent qu'ils ont déjoué ce problème quand un Dalek fait évaporer la peinture qu'un personnage avait tiré sur son œil.
Les Daleks se sont également illustrés dans leur capacité à transformer des êtres humains en serviteurs robotiques : les Robomen dans The Dalek Invasion of Earth et les marionnettes dans l'Asile des Daleks et l'Heure du Docteur.

### Vaisseaux spatiaux
De manière quasi constante depuis le début de la série, le vaisseau spatial de référence des Daleks est la soucoupe volante, déclinée sous de multiples apparences. La seule exception notable est Remembrance of the Daleks où le design des vaisseaux daleks est anguleux et longiligne. Le design de soucoupe est constant depuis 2005.
Les Daleks disposaient également d'un vaisseau comparable au TARDIS dans les épisodes The Chase et The Daleks' Master Plan (plus grand à l'intérieur, capable de voyager dans le temps et dans l'espace par dématérialisation et matérialisation).

## Impact sur la culture britannique
Marque déposée de la BBC depuis 1964, le  mot « Dalek » figure dans le Oxford English Dictionnary et dans d'autres dictionnaires majeurs, comme le Collins.
Le terme de « Dalekmania (en) » fut employé dans les années 1960 pour décrire l'engouement populaire pour les Daleks, particulièrement chez les enfants. Un film documentaire de ce même nom, en 1995, chercha à revenir sur ce phénomène.

### Influence dans d'autres médias
Dans la musique, en 1964, le groupe de musique The Go-Go's produisit un single intitulé « I'm Gonna Spend My Christmas With A Dalek » (« Je vais passer Noël avec un Dalek »). Le groupe The Clash fit référence aux Daleks dans sa chanson « Remote Control » en 1977 : « Repression — gonna be a Dalek » (« Répression – j’vais être un Dalek »). Le groupe The Shapes eut une chanson intitulée « Let's Go To Planet Skaro » (« Allons sur la planète Skaro ») dans les années 1970. Le groupe punk Art Attacks sortit en 1978 son premier single titré I am A Dalek.
Les Daleks ont fait l'objet de nombreuses parodies dans des émissions à sketchs anglaises. En 1975, Spike Milligan met en scène un Dalek pakistanais rentrant à la maison aveuglé et ayant carbonisé son chien. Dans l'épisode « Joyeux Noël Mr. Bean » (Merry Christmas, Mr. Bean) lorsque Mr. Bean joue avec une crèche, on peut le voir utiliser un Dalek pour tuer un mouton. Il est également fait mention d'un Dalek dans le film Breakfast on Pluto lorsque, enfants, Patrick Braden et ses amis jouent.
Un Dalek apparaît dans une des publicités pour les cigares de la marque Hamlet. 
Les Daleks n'ont pas échappé à la parodie pornographique. Ainsi, en 1977, l'actrice Katy Manning, qui avait joué le rôle de Jo Grant dans la série, posera nue à côté d'un Dalek pour le magazine Girl Illustrated. En 2005, une parodie pornographique nommée « Doctor Loo and the Phalek » voit le jour ainsi que « Abducted By The Daleks » un film qui sera poursuivi par la BBC pour une utilisation frauduleuse du terme Dalek.
L'épisode 2 de la saison 15 de la série South Park rend hommage aux Daleks.

### Influence dans la vie réelle
En politique, en 1966, lors d'une conférence du Parti conservateur, un délégué accusa le ministre travailliste de la Défense Denis Healey d'être « le Dalek de la défense, qui pointe un doigt en métal sur les forces armées, et dit : "Je vais vous exterminer" ». Le 12 février 1968, le ministre britannique de la Technologie, Tony Benn, mentionna les Daleks en réponse à une question d'un député au sujet du projet Concorde : « Parce que nous explorons les frontières de la technologie, certains pensent que le Concorde évitera les éruptions solaires comme le Docteur évite les Daleks. Ça ne se passera pas comme ça du tout ». Le 26 octobre 2005, Tony Banks, le Baron Stratford, membre travailliste de la Chambre des lords, bien connu pour sa défense des droits des animaux et pour son humour acerbe, déclara à la Chambre, lors d'un débat sur la grippe aviaire : « Nous ne voudrions pas que les Daleks de la DEFRA se mettent à suggérer qu'ils veulent exterminer des bêtes sauvages - leur réponse ordinaire à tout problème de ce type. Nous ne voulons pas d'une proposition qui verrait des oiseaux migrateurs tués en raison de chiffres et de notions alarmistes publiés dans la presse tory ».
Les Daleks ont également marqué d'autres pays anglophones ; en 2006, un homme politique travailliste australien, Robert Ray, accusa ses rivaux au sein du parti d'être des Daleks.
En 1999, la Royal Mail produit une série de quatre timbres qui célèbrent la culture populaire britannique. L'un des timbres est consacré aux Daleks ; les trois autres à Freddie Mercury, Charlie Chaplin et Bobby Moore.
Dans la Royal Navy le système de défense contre les menaces aériennes Phalanx CIWS est surnommé Dalek en raison de sa ressemblance.